# Amaury Vassili

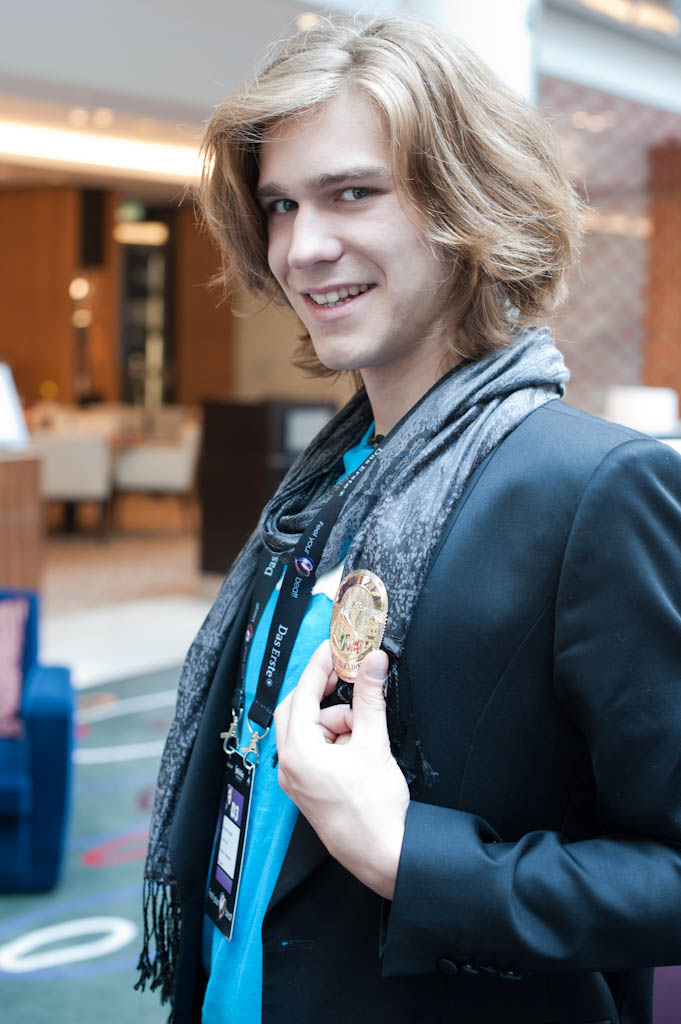
Amaury Vassili (2011)

Amaury Vassili (* 8. Juni 1989 in Rouen, Normandie) ist ein französischer Tenor. Sein Debütalbum Vincero aus dem Jahr 2009 erhielt Platin in Frankreich und war wie das Folgealbum Canterò aus dem Jahr 2010 international erfolgreich.

## Biografie
Im Alter von neun Jahren wurde Vassili von seiner Mutter in einer Musikschule in Rouen angemeldet. Im Alter von 14 nahm er an seinem ersten Gesangswettbewerb teil.
Der Karrieredurchbruch gelang Vassili im Jahr 2009 mit seinem ersten Album Vincero, welches sich in Frankreich mehr als 250.000 Mal verkaufte und es bis auf den neunten Platz der nationalen Albumcharts schaffte. Auch im Ausland war Vincero erfolgreich, so war es auch in den wallonischen Charts in Belgien vertreten. Ebenfalls die Marke von 250.000 verkauften Tonträgern brach das zweite Album Cantero, welches im November 2010 herauskam.
Am 27. Januar 2011 gab die französische Medienanstalt France Télévisions bekannt, dass Vassili beim Eurovision Song Contest 2011 in Düsseldorf für Frankreich an den Start gehen wird. Zuvor wurde er von einer internen Jury bestimmt. Beim Finale am 14. Mai 2011 sang Vassili sein Lied Sognu (deutsch: Traum) in korsischer Sprache. Dabei erreichte er den 15. Platz. Im Eurovision Song Contest 2012 in Baku verlas er die Französische Punktevergabe.

## Diskografie

### Alben
| Jahr | Titel                            | Höchstplatzierung, Gesamtwochen, AuszeichnungChartplatzierungen (Jahr, Titel, Platzierungen, Wochen, Auszeichnungen, Anmerkungen) | Höchstplatzierung, Gesamtwochen, AuszeichnungChartplatzierungen (Jahr, Titel, Platzierungen, Wochen, Auszeichnungen, Anmerkungen) | Höchstplatzierung, Gesamtwochen, AuszeichnungChartplatzierungen (Jahr, Titel, Platzierungen, Wochen, Auszeichnungen, Anmerkungen) | Anmerkungen                                       |
| Jahr | Titel                            | FR | BEW | CH | Anmerkungen                                       |
| ---- | -------------------------------- | --- | --- | --- | ------------------------------------------------- |
| 2009 | Vincerò                          | FR9 Platin · (89 Wo.)FR | BEW31 (42 Wo.)BEW | — | Erstveröffentlichung: 6. Februar 2009             |
| 2010 | Canterò                          | FR8 Gold · (55 Wo.)FR | BEW18 (22 Wo.)BEW | CH76 (1 Wo.)CH | Erstveröffentlichung: 26. November 2010           |
| 2012 | Una parte di me                  | FR15 Gold · (24 Wo.)FR | BEW23 (20 Wo.)BEW | — | Erstveröffentlichung: 26. Oktober 2012            |
| 2014 | Amaury Vassili chante Mike Brant | FR7 Platin · (57 Wo.)FR | BEW10 (52 Wo.)BEW | — | Erstveröffentlichung: 24. Oktober 2014            |
| 2015 | Chansons populaires              | FR18 Gold · (16 Wo.)FR | BEW11 (21 Wo.)BEW | CH88 (1 Wo.)CH | Erstveröffentlichung: 16. Oktober 2015            |
| 2018 | Amaury                           | FR82 (4 Wo.)FR | BEW83 (8 Wo.)BEW | — | Erstveröffentlichung: 18. Mai 2018                |
| 2021 | Crescendo                        | FR117 (2 Wo.)FR | BEW152 (3 Wo.)BEW | — | Erstveröffentlichung: 21. Mai 2021                |
| 2021 | We Love Christmas                | FR160 (2 Wo.)FR | — | — | Erstveröffentlichung: 19. November 2021           |
| 2022 | Une voix et des chansons         | FR113 (1 Wo.)FR | — | — | Erstveröffentlichung: 11. Oktober 2022 Coveralbum |

### Singles
| Jahr | Titel Album   | Höchstplatzierung, Gesamtwochen, AuszeichnungChartsChartplatzierungen (Jahr, Titel, Album, Platzierungen, Wochen, Auszeichnungen, Anmerkungen) | Anmerkungen |
| Jahr | Titel Album   | FR | Anmerkungen |
| ---- | ------------- | --- | ----------- |
| 2011 | Sognu Canterò | FR33 (4 Wo.)FR |             |

Weitere Singles
- 2006: Nos Instants de Liberté
- 2008: Parla Piu Piano
- 2008: Io Ti Amero
- 2009: Lucente Stella
- 2009: Mi Fa Morire Cantando
- 2010: Hallelujah
- 2010: Maria
- 2010: Endless Love  (Duett mit Katherine Jenkins)
- 2011: Sognu

### Boxsets
| Jahr | Titel                                      | Höchstplatzierung, Gesamtwochen, AuszeichnungChartplatzierungen (Jahr, Titel, Platzierungen, Wochen, Auszeichnungen, Anmerkungen) | Höchstplatzierung, Gesamtwochen, AuszeichnungChartplatzierungen (Jahr, Titel, Platzierungen, Wochen, Auszeichnungen, Anmerkungen) | Höchstplatzierung, Gesamtwochen, AuszeichnungChartplatzierungen (Jahr, Titel, Platzierungen, Wochen, Auszeichnungen, Anmerkungen) | Anmerkungen |
| Jahr | Titel                                      | FR | BEW | CH | Anmerkungen |
| ---- | ------------------------------------------ | --- | --- | --- | ----------- |
| 2015 | Amaury Vassili chante Mike Brant / Vincerò | FR184 (2 Wo.)FR | — | — |             |